# 陳美汀
陳美汀，是台灣石虎保育人士、學者，研究專長為石虎生態與社區保育，有「石虎媽媽」之稱，為台灣石虎保育協會首屆理事長及現任秘書長。

## 生平
陳美汀於台南市長大，自幼喜愛貓。在畢業於國立成功大學歷史學系後，至台北市立動物園擔任動物照護員兩年，後赴美國德州農工大學金斯維爾分校野生動物經營管理研究所攻讀碩士。1999年，因碩士論文選擇石虎為研究主題，她回台蒐集相關資料，並擔任國立屏東科技大學教授裴家騏的研究助理。2004年，至國立屏東科技大學生物資源研究所攻讀博士學位，並移居苗栗。
曾於1999年冬天在野外研究石虎時遭虎頭蜂螫一百多針，住進加護病房長達20多天，透過換血、洗腎將體內毒素排除，奇蹟般存活下來。
2012年，開始在通霄鎮楓樹窩社區推動友善耕作，催生「石虎米」。2017年10月，台灣石虎保育協會成立，出任第一屆理事長。2018年，發起「救救臺灣石虎」計畫，募集資金，計劃改造一百間雞舍，避免石虎和雞農起衝突。